# Truxaloides serratus
Truxaloides serratus är en insektsart som först beskrevs av Carl Peter Thunberg 1815.  Truxaloides serratus ingår i släktet Truxaloides och familjen gräshoppor. Inga underarter finns listade i Catalogue of Life.